# (11076) 1992 UR
(11076) 1992 UR est un astéroïde de la ceinture principale d'astéroïdes de 6,746 km de diamètre découvert en 1992.

## Description
(11076) 1992 UR a été découvert le 21 octobre 1992 à Kiyosato (Japon) par Satoru Ōtomo.

### Caractéristiques orbitales
L'orbite de cet astéroïde est caractérisée par un demi-grand axe de 2,41 ua, un périhélie de 1,94 ua, une excentricité de 0,20 et une inclinaison de 14,84° par rapport à l'écliptique. Du fait de ces caractéristiques, à savoir un demi-grand axe compris entre 2 et 3,2 ua et un périhélie supérieur à 1,666 ua, il est classé, selon la JPL Small-Body Database, comme objet de la ceinture principale d'astéroïdes.

### Caractéristiques physiques
(11076) 1992 UR a une magnitude absolue (H) de 13,7 et un albédo estimé à 0,141, ce qui permet de calculer un diamètre de 6,746 km. Ces résultats ont été obtenus grâce aux observations du Wide-Field Infrared Survey Explorer (WISE), un télescope spatial américain mis en orbite en 2009 et observant l'ensemble du ciel dans l'infrarouge, et publiés en 2012 dans un article présentant les résultats concernant 13 511 astéroïdes de la ceinture principale.